# Государственные похороны (фильм)
«Госуда́рственные по́хороны» — полнометражный документальный фильм 2019 года украинского режиссёра Сергея Лозницы о всенародном прощании со Сталиным. Составлен из цветного и чёрно-белого архивного киноматериала, снятого в разных уголках Советского Союза с 6 по 19 марта 1953 года. Воедино собранное, без нарушений хронологии и лишённое комментариев изображение, становится инструментом исследования эпохи, демонстрирует её природу, и по мнению создателя, лента не о Сталине — она о людях, его современниках.

## Хронология
Обшитый красным гроб вносится с бокового входа Колонного зала Дома Союзов. Гроб в окружении цветов и венков, снимается крышка. Сталин.
Люди у репродукторов слушают официальное сообщение о смерти, повсюду — в украинском селе Ново-Демидово, колхозе имени В. И. Ленина в Таджикистане, на нефтеплатформе «Бухта Ильича» в Каспии, на Алтае, в Ямало-Ненецком автономном округе, в Хабаровске.
Очереди у газетных ларьков в Таллине, Риге, Москве — читают сразу, не отходя. В разных газетах одинаковый большой портрет умершего.
Встреча у трапов самолётов делегаций из Чехословацкой Социалистической Республики, Польской Народной Республики, Финляндии, Китайской Народной Республики, Народной Республики Болгария, Румынской Народной Республики, Венгерской Народной Республики, Германской Демократической Республики, а также от Коммунистической партии Великобритании. По лётному полю несут прибывшие с ними венки.
Возложение трудящимися цветов к монументам Сталина — в Краснодарском крае, Минске, Владивостоке — из-за недостатка букетов многие со своими домашними цветами, в горшках.
Очередь прощающихся в Москве начинается у Красных ворот. Холодно, пар изо рта. На крышах ещё лежит снег.
Колонный зал. Военнослужащие по двое несут огромные венки. Крупные планы: Василий Сталин, одетый по-военному. Корпус несколько подался вперёд, молчит. Рядом сидит Светлана Аллилуева, на локте яркая красная повязка. Стоят Лаврентий Берия, Георгий Маленков, Никита Хрущёв.
Заполненные людьми площади в Магнитогорске, Фрунзе, Вильнюсе, Львове, повсюду возлагают венки, мужчины без головных уборов — идёт радиотрансляция из Москвы. Траурная процессия движется и по мосту на сваях в Нефтяных Камнях.
Москва. Сталинская высотка ещё в лесах, с кра́нами. На улицах столицы столпотворение. Отдельные делегации прибывают в Колонный зал со стороны Охотного ряда. По центральной лестнице нескончаемый поток прощающихся, некоторые с детьми на руках. Прибывает Долорес Ибаррури, группа иерархов РПЦ. Работает группа фотокорреспондентов. Художники за мольбертами делают наброски, среди них скульптор с заготовленной глиной.
Митинг в цеху Кировского завода, ораторы соревнуются в красноречии. Митинг на огромной площади в Ленинграде.
На сцене Колонного зала оркестр, исполняется Реквием. Люди всё идут и идут. Все лица повёрнуты в одну сторону, многие плачут. Лысый мужчина украдкой достаёт театральный бинокль. У выхода из траурного зала красная крышка гроба. На улице уже стемнело, к Дому Союзов всё прибывают венки — и здание Исторического музея уже по всему периметру заставлено ими.
15 маршалов и генералов во главе с Будённым выносят подушки с орденами и наградами, за ними несут гроб — крышка теперь с окошком. Гроб водружается на лафет. У здания Госплана процессия поворачивает к Кремлю.
 Ровными шеренгами людей заполнена вся Красная площадь. На портале Мавзолея уже выгравировано — «Сталин». Траурный митинг открывает Хрущёв, предоставляя слово Маленкову. За ним — Берия, куранты бьют четверть. Вся перспектива улицы Горького заполнена слушающими, трансляция идёт на всю страну. Последним выступает Молотов, Хрущёв закрывает митинг. Все снимают головные уборы. Гроб и следом подушки с наградами заносят в Мавзолей. Звучат залпы из орудий, им вторят гудки заводов, паровозов, военных судов, — повсюду приостанавливается работа. Всеобщая минута молчания.
Толпы гуляющих на Красной площади, море венков по обеим сторонам Мавзолея.
 Финальные титры:
Согласно историческим исследованиям, за время правления Сталина более 27 миллионов советских граждан были убиты, казнены, замучены, посажены в тюрьмы, сосланы в ГУЛаг или депортированы. Ещё почти 15 миллионов умерли от голода.
 В 1956 году XX съезд Коммунистической партии Советского Союза осудил культ личности Сталина и призвал к десталинизации страны.
 В 1961 году тело Сталина было вынесено из Мавзолея и захоронено возле Кремлёвской стены.

## История создания
Тема будущей картины родилась из предыдущей — «Процесс» (2018), также основанной на документальных материалах. Тогда от сотрудницы Красногорского архива кинофотодокументов режиссёр впервые узнал о двухстах коробках с траурных мартовских дней 1953 года, прежде скрытых, а теперь в открытом доступе. 10 тысяч метров были отсняты силами документалистов всей страны и предназначались для так и не вышедшего часового фильма «Великое прощание». Это собрания, траурные митинги, минуты молчания и главные события, проходившие в Колонном зале Дома Союзов с 6 по 9 марта.

В «Великом прощании» нет ничего крамольного, кроме того, что он славит Сталина. Это значит, что дорогие руководители страны, даже не видя результат, не желали этот фильм выпускать — он был готов уже через месяц, в начале апреля. Это очень интересный факт. Я думаю, съёмки были масштабной акцией прикрытия, чтобы никто не заподозрил, что в последующем на Сталина попытаются свалить ответственность за все трагедии и преступления, которые они вместе совершили.
— Сергей Лозница, «Сеанс» 2019

Материал сохранился практически полностью. Очень странно, что он не был востребован до момента, когда эта идея прилетела ко мне в голову. Это материал для меня совершенно неожиданный, потому что он открыл для меня страну, которую я не мог себе представить.
— Сергей Лозница, Радио «Свобода» 2019
За исключением нескольких киножурналов значительная часть сохранившегося материала осталась без звука. Но в Гостелерадиофонде были найдены записи прямых репортажей из Дома Союзов — там сохранилось 28 часов, некоторые в дублях, поскольку от волнения дикторы часто ошибались. Также была обнаружена запись мемориального заседания Союза писателей СССР, которое вёл А. Сафронов, где звучали стихи Л. Ошанина, К. Симонова, выступал А. Корнейчук. За кадром также звучат строки В. Инбер, С. Смирнова, О. Берггольц.
На описание каждого кадра ушло около трёх месяцев работы вдвоём с монтажёром. Сам монтаж занял ещё четыре месяца.
Персонажами ленты стали Г. Маленков, Л. Берия, К. Ворошилов, В. Молотов, Н. Булганин, Н. Хрущёв, Л. Каганович, А. Микоян и другие деятели Коммунистической партии Советского Союза.
Звучит та же музыка Моцарта, Шумана, Чайковского, Мендельсона и Шопена, что была на похоронах Сталина. И лишь в финале — «Колыбельная» М. Блантера на стихи М. Исаковского в первой её версии со словами «Даст тебе силу, дорогу укажет Сталин своею рукой…», исполненная С. Лемешевым.
 Для завершающего эпизода картины использовались съёмки на Красной площади 19 марта 1953 года.

Немыслимо, что сегодня, в Москве 2019 года, через 66 лет после смерти Сталина, тысячи людей собрались 5 марта, чтобы возложить цветы и оплакать их. Я думаю, что мой долг как режиссёра — использовать силу документальных образов, чтобы заставить людей искать правду. <…>
 Для меня принципиально важно сделать зрителя участником и свидетелем грандиозного, ужасающего и гротескного шоу, которое раскрывает сущность тиранического режима.
— Сергей Лозница, «Дилетант» 2019
На реставрацию и цветокоррекцию архивного изображения ушли месяцы работы.
Копродукция: Studio Uljana Kim (Литва), продюсер Ульяна Ким.
 При поддержке телеканала «Настоящее время» и CINEMATEK (Бельгия).

## Создатели фильма
- Автор сценария и режиссёр — Сергей Лозница
- Звукорежиссёр — Владимир Головницкий
- Монтаж — Даниэлиус Коканаускис
- Подбор архива — Владилен Верный
- Продюсеры:
  - Сергей Лозница
  - Мария Шустова

### Кинооператоры
Из монтажных листов архива в титрах приведены фамилии всех участников исторических съёмок:
- Абакишиев
- Алекперов
- Алексеев
- Михаил Аранышев
- Леон Аристакесов
- Михаил Архангельский
- Атакшев
- Всеволод Афанасьев
- Хан Бабаев
- Сейфулла Бадалов
- Ибрагим Барамыков
- Баранов
- Мансур Барбутлы
- Иван Беляков
- Моисей Беров
- Игорь Бессарабов
- Константин Богдан
- Ансельм Богоров
- Бочко
- Бравин
- Андрей Булинский
- Буловцев
- Борис Буравлёв
- Жирайр Вартанян
- Георгий Вдовенков
- Николай Вихирев
- Владимир Войтенко
- Александр Воронцов
- Валерий Гинзбург
- Исаак Гитлевич
- Иосиф Голомб
- Георгий Голубов
- Израиль Гольдштейн
- Виталий Горбунов
- Иван Горчилин
- Иван Грачёв
- Исаак Грек
- Вагинак Григорян
- Иван Грязнов
- Вячеслав Гулин
- Сергей Гусев
- Илья Гутман
- Мухтар Дадашев
- Отар Декасонидзе
- Дилаторян
- Иван Дильдарян
- Константин Дупленский
- Владимир Еремеев
- Евгений Ефимов
- Ефремов
- Владимир Ешурин
- Валентин Зайцев
- Иван Запорожский
- Галина Захарова
- Владимир Збудский
- Аркадий Зенякин
- Давид Ибрагимов
- Иванов
- Казубенко
- Пётр Калабухов
- Карели
- Роман Кармен
- Игорь Касаткин
- Даниил Каспий
- Исаак Кацман
- Малик Каюмов
- Киселёв
- Кихерев
- Ключевский
- Александр Ковальчук
- Соломон Коган
- Андрей Колесников
- Колобухов
- Анатолий Колошин
- Колсанов
- Владимир Комаров
- Василий Косицын
- Леонид Котляренко
- Александр Кочетков
- Абрам Кричевский
- Анатолий Крылов
- Александр Ксенофонтов
- Василий Кузин
- Константин Кузнецов
- Кулагин
- Алексей Кушешвили
- Владимир Лавров
- Алексей Лебедев
- Аркадий Левитан
- Генрих Лейбман
- Леогард
- Юрий Леонгардт
- Андрей Листвин
- Ефим Лозовский
- Борис Макасеев
- Лев Максимов
- Виктор Максимович
- Джаваншир Мамедов
- Марзунин
- Маримакнбеков
- Яков Марченко
- Вадим Масс
- Меклан
- Яков Местечкин
- Евгений Мильков
- Иван Михеев
- Василий Мищенко
- Галина Монгловская
- Юрий Монгловский
- Мирза Мустафаев
- Евгений Мухин
- Николай Нагорный
- Ариф Нариманбеков
- Борис Небылицкий
- Анатолий Никифоров
- Пётр Оппенгейм
- Пётр Опрышко
- Григорий Островский
- Михаил Ошурков
- Леонид Панкин
- Владимир Парвель
- Парезешвили
- Василий Пахомов
- Павел Петров
- Израиль Пикман
- Константин Пискарёв
- Пономарёв
- Георгий Попов
- Майя Попова
- Михаил Посельский
- Владимир Придорогин
- Приходько
- Прозаровский
- Леонид Проскуров
- Михаил Прудников
- Ромаюк
- Павел Русанов
- Александр Савин
- Салютин
- Сатуцевич
- Светневский
- Моисей Сегаль
- Сергей Семёнов
- Алексей Сёмин
- Михаил Силенко
- Василий Симбирцев
- Георгий Симонов
- Синевский
- Сириманов
- Дюла Сода
- Борис Соколов
- Соловьёв
- Андрей Сологубов
- Авенир Софьин
- Константин Станкевич
- Виктор Старошас
- Николай Старощук
- Николай Степанов
- Владимир Страдин
- Александр Сухов
- Анатолий Сухомлинов
- Александр Телятников
- Марк Трояновский
- Ариф Турсунов
- Евгений Федяев
- Фехер
- Иван Филатов
- Фирсов
- Самуил Фрид
- Фроглов
- Владимир Фроленко
- Фукс
- Абрам Хавчин
- Рувим Халушаков
- Георгий Хнкоян
- Вячеслав Ходяков
- Владимир Цеслюк
- Владимир Цитрон
- Иван Чупин
- Александр Шаповалов
- Семён Шейнин
- Шалва Шиошвили
- Константин Широнин
- Семён Школьников
- Пётр Шлыков
- Николай Шмаков
- Моисей Шнейдеров
- Виктор Штатланд
- Николай Шумов
- Александр Щекутьев
- Евгений Яцун

## Премьерные показы в разных странах
- Италия — 6 сентября 2019 на 76-м Венецианском кинофестивале (вне основного конкурса)[5]
- Канада — 13 сентября на 44-м Международном кинофестивале в Торонто[7]
- США — 28 сентября 2019 на 57-м Нью-Йоркском кинофестивале[8]
- Латвия — 28 октября 2019 на Международном ежегодном фестивале документального кино «Артдокфест»[6]
- Белоруссия — 1 ноября 2019 на Минском международном кинофестивале «Лiстапад»[9]
- Австрия — 3 ноября 2019 на Международном кинофестивале Viennale в Вене[10]
- Швеция — 10 ноября 2019 на XXX Международном кинофестивале в Стокгольме[11]
- Литва — 13 ноября 2019 на XVII Европейском кинофоруме Scanorama[лит.] в Каунасе[12]
- Испания — 14 ноября 2019 на XVI Международном кинофестивале в Севилье[13], на 61-м Международном фестивале документального и короткометражного кино в Бильбао[14]
- Нидерланды — 27 ноября 2019 на Фестивале документального кино в Амстердаме[15]
- Россия — 12 декабря 2019 в рамках Международного ежегодного фестиваля документального кино «Артдокфест» в Москве[16]
- Бразилия — 13 декабря 2019 на XXI Международном фестивале в Рио-де-Жанейро Festival do Rio[порт.][17]
- Франция — 8 января 2020 в Публичной информационной библиотеке[фр.] при Центре Помпиду в Париже[18]
- Швейцария — 17 апреля 2020 на Международном фестивале документального кино в Ньоне — Visions du réel[фр.][19]
- Новая Зеландия — 1 августа 2020 на Ново-Зеландском международном кинофестивале, Веллингтон[20]
- Болгария — 1 октября 2020 на 24-м Международном кинофестивале в Софии[21]

В российский прокат картина вышла 5 марта 2020 года под изменённым названием «Прощание со Сталиным». Демонстрировалась в Москве, Санкт-Петербурге, Екатеринбурге, Новосибирске, Пятигорске, Саратове, Сургуте — всего в 40 кинотеатрах.

## Критика
…сделан прямолинейно и безоценочно: два часа с гаком мы смотрим на фантастические во всех смыслах слова архивные кадры прощания СССР с любимым вождем Иосифом Сталиным. В начале картины гроб вносят в Колонный зал Дома союзов, в конце, после упокоения тела в мавзолее, торжественный салют гремит по всей стране. Никаких нарушений хронологии, никаких комментариев, кроме, — кстати, абсолютно корректных и безоценочных — дат и цифр с количеством жертв режима перед финальными титрами. Убежденный сталинист тоже может посмотреть «Государственные похороны», и не исключено, что пустит слезу.
— Антон Долин, «Meduza» 2019

Кино Лозницы — о сне разума. О смерти эпохи, которая не умирает. О траурной черте, которую переступают миллионы, заколдованные и накачанные пропагандой, со страхом всматривающиеся в будущее и вновь переступающие черту… обратно.
— Лариса Малюкова, «Новая газета» 2019

Вместо того, чтобы занимать привилегированную позицию учителя-морализатора, режиссёр исследует и одновременно предлагает зрителю — безмолвному наблюдателю и соучастнику истории — равным образом приступить к изучению этого странного явления. Возможно, у кого-то всё-таки получится усмотреть за происходящим его причины.
— Анна Стрельчук, «InterMedia» 2019

Сергей Лозница, очевидно, делает фильмы с прицелом на зарубежную аудиторию, для которой подобные массовые тоталитарные реалити-шоу — в диковинку. Но в России, да и вообще на постсоветском пространстве 135 минут прощания со Сталиным после 70 с лишним лет сюрреализма в режиме онлайн как-то многовато. О знаменитой давке на похоронах, в которой погибли люди, — ни кадра, ни слова. Реплики режиссёра — по традиции только в конце фильма в виде нескольких титров.
— Константин Баканов, «Собеседник» 2019

## Награды
- 2019 — премия «Лавровая ветвь» — «Лучший арт-фильм» года на Международном фестивале документального кино «Артдокфест» в Москве[29].

## Комментарии
1. ↑  В фильме нет кадров толпы на Трубной площади, в которой погибло немало людей:

Конечно, если бы я смог найти кадры давки на Трубной площади, я полагаю, они бы вошли в фильм. Но я их не нашёл. В просмотренном материале таких кадров не было. Если этот материал где-то и существует, то, вероятно, в закрытых архивах секретных служб, доступа к которым у меня пока нет.
— Сергей Лозница, Русская служба Би-би-си 31 мая 2021[2].